# ブランド・ロイヤルティ
ブランド・ロイヤルティ（brand loyalty）とは、消費者が、他の代替となるブランドがあるにもかかわらずある特定のブランドを購買し続けることをいう。

## ブランド・ロイヤルティの条件
- 市場にいくつか代替ブランドが存在し、ブランドの選択ができる状態である。
- 偶然ではなく、選好によってある特定のブランドを購買する。
- 代替ブランドが存在していても他のブランドは購買しない。

## ブランド・ロイヤルティの形成
企業にとってブランド・ロイヤルティの形成は重要である。またブランド・ロイヤルティの形成には製品そのものの機能など、製品の内面的な信頼がある場合に形成されやすく、ネーミングなど表面的なもので形成することは難しい。